# Дейтонские соглашения
Дейтонские соглашения (Общее рамочное соглашение о мире в Боснии и Герцеговине, англ. The General Framework Agreement for Peace in Bosnia and Herzegovina, серб. Дејтонски мировни споразум, хорв. Daytonski mirovni sporazum, босн. Dejtonski Mirovni Sporazum) — соглашение о прекращении огня, разделении враждующих сторон и обособлении территорий, положившее конец гражданской войне в Республике Босния и Герцеговина 1992—1995 гг. Согласовано 21 ноября 1995 года на авиабазе ВВС США Райт-Паттерсон в Дейтоне (штат Огайо), подписано 14 декабря 1995 года в Париже президентом Боснии и Герцеговины Алиёй Изетбеговичем, президентом Сербии Слободаном Милошевичем и президентом Хорватии Франьо Туджманом.

## Инициатива США
Мирные переговоры проходили при активном участии США, которые предложили создание боснийско-хорватской федерации. Договор о прекращении Хорватско-боснийского конфликта и создании Федерации Боснии и Герцеговины был подписан в Вашингтоне и Вене в марте 1994 года премьер-министром Республики Босния и Герцеговина Харисом Силайджичем, министром иностранных дел Хорватии Мате Граничем и президентом Герцег-Босны Крешимиром Зубаком. Боснийские сербы отказались присоединиться к этому договору.
Непосредственно перед подписанием Дейтонского соглашения, в августе-сентябре 1995 года авиация НАТО провела воздушную операцию «Обдуманная сила» против боснийских сербов, которая сыграла роль в остановке сербского наступления и некотором изменении военной ситуации в пользу боснийско-хорватских сил.
Переговоры в Дейтоне шли при участии стран-гарантов: США, России, Германии, Великобритании и Франции.

## Содержание
Соглашение состояло из общей части и одиннадцати приложений. На территорию Республики Босния и Герцеговина вводился контингент войск НАТО (IFOR) — 60 тысяч солдат, половина из которых — американцы.
Предусматривалось, что государство Босния и Герцеговина должно состоять из двух частей — Федерации Боснии и Герцеговины и Республики Сербской. Столицей осталось Сараево. Житель Республики Босния и Герцеговина мог быть гражданином как объединённой республики, так и одного из двух образований. Сербы получили 49 % территории, боснийцы и хорваты — 51 %.
Горажде отходило боснийцам, оно соединялось с Сараево коридором, который контролировали международные силы. Сараево и прилегающие к нему сербские районы переходили в боснийскую часть. Сребреница оставалась в сербской части. Точное прохождение границы внутри района Брчко должна была определить Арбитражная комиссия.
Соглашение запретило обвинённым Международным трибуналом по бывшей Югославии занимать государственные должности на территории Республики Босния и Герцеговина. Таким образом от власти были отстранены Радован Караджич, Ратко Младич, Дарио Кордич и другие лидеры боснийских сербов и хорватов.
Функции главы государства передавались Президиуму, состоящему из трёх человек — по одному от каждого народа.
Законодательная власть должна была принадлежать Парламентской скупщине, состоящей из Палаты народов и Палаты представителей. Треть депутатов избирается от Республики Сербской, две трети — от Федерации Боснии и Герцеговины. При этом вводилось «вето народа»: если большинство депутатов, избранных от одного из трёх народов, голосовали против того или иного предложения, оно считалось отвергнутым, несмотря на позицию других двух народов.
В целом, полномочия центральных властей, по соглашению, были весьма ограниченными. Реальная власть передавалась органам Федерации и Республики Сербской. Вся система должна была работать под наблюдением Верховного представителя по Боснии и Герцеговине.

## Современный статус
Дейтонские соглашения заложили основу конституционного устройства Боснии и Герцеговины, которое сохраняется до сегодняшнего дня. До восстановления взаимного доверия между тремя народами её отмена затруднительна. В последние годы западные страны более активно призывают к пересмотру Дейтонской системы и введению традиционной конституции. Этот план, в частности, позволил бы ускорить сближение Боснии и Герцеговины с Европейским союзом. Республика Сербская, напротив, предпринимает усилия по обособлению (в частности, в июне 2023 года было принято решение о выходе из под юрисдикции Конституционного суда Боснии и Герцеговины).

## Округ Брчко
Статья 5 Приложения 2 Дейтонского соглашения гласит, что третейский суд в лице 3 судей должен в обозначенные сроки определить точную границу между Республикой Сербской и Федерацией Боснии и Герцеговины в её спорной части, проходящей через округ Брчко, который к тому времени уже был разделён на сербскую (48 %, включая город Брчко) и боснийско-хорватскую (52 %) части.
Вместо этого суд вынес решение, в котором сохранил округ Брчко в виде единой административной единицы в составе Боснии и Герцеговины, наделил его статусом автономии под международным управлением. Таким образом, суд фактически исключил его из состава как Федерации Боснии и Герцеговины, так и Республики Сербской. Это позволило вернуться в округ беженцам, подавляющее большинство которых были босняками (до войны были наиболее многочисленной этнической группой в Брчко).